# ملعب نيميسيو دييز
ملعب نيميسيو دييز (بالإنجليزية: Estadio Nemesio Díez)‏ هو ملعب كرة قدم يقع في تولوكا، المكسيك، يتسع لـ 27,000 متفرج. هو الملعب الرسمي لفريق ديبورتيفو تولوكا.

## التاريخ
تم وضع حجر الأساس للملعب في 1953. افتتح الملعب في 18 أغسطس 1954.

## أهم الأحداث التي استضافها
- كأس العالم لكرة القدم 1970
- كأس العالم لكرة القدم 1986